# Chiméra podivná
Chiméra podivná (Chimaera monstrosa Linnaeus, 1758) je druh mořské paryby z čeledi chimérovitých žijící v Atlantském oceánu. Dorůstá velikosti okolo 1,5 metru. V hřbetní ploutvi se nachází jedový trn. Jed chiméry může být pro člověka nebezpečný.

## Synonymní názvy
Chiméra podivná bývá též nazývána chiméra hlavatá. V odborné literatuře pak byla popsána také jako:
- Chimaera arctica Gistel, 1848
- Chimaera argentea Ascanius, 1772
- Chimaera borealis Shaw, 1804
- Chimaera cristata Faber, 1829
- Chimaera dubia Osório, 1909
- Chimaera mediterranea Risso, 1826[2]

## Popis
Chiméra podivná obvykle dosahuje délky 1,5 m a hmotnosti okolo 2,5 kg. Má dlouhé a protáhle zakončené tělo se zužujícím se ocasem. Tvar ocasní ploutve připomíná osten. Na vrcholku těla vyrůstají dvě hřbetní ploutve. První je značně vyšší a obsahuje jedový trn. Za ní se nachází delší nižší ploutev, která se táhne až k ocasu. Na boční straně jsou umístěny párové velké prsní ploutve, za nimi se nachází menší břišní ploutve.
Při spodním pohledu má chiméra bělostnou až stříbrnou barvu, na bocích je nazelenalá, nahnědlá, či načervenalá s nepravidelnou strukturou bílých pruhů.

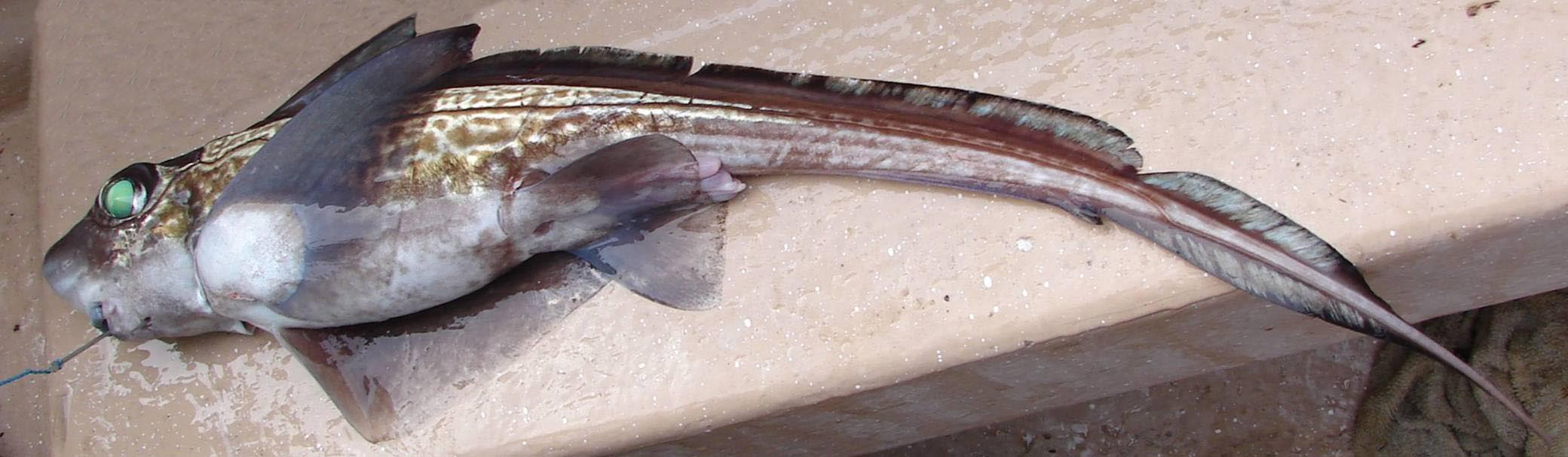
Ulovená chiméra

Chiméry jsou vejcorodé a obvykle žijí v malých hejnech. Živí se bezobratlými živočichy žijícími na mořském dně.

## Rozšíření
Vyskytuje se v Atlantském oceánu od severního Norska a Islandu až po Maroko, a to v hloubkách od 40 do 1663 metrů, přičemž nejčastější záznamy udávají hloubku mezi 300 a 500 m. V oblasti norských fjordů však bylo pozorováno, že se v noci vynořuje do hloubky 10 až 15 metrů. K odpočinku využívá oblasti, kde je písčité či bahnité dno. Objevuje se též ve Středomoří, ačkoli v jeho východní části jen zřídka a v severní a střední části Jaderského moře není známa vůbec.

## Chiméra ve zdravotnictví
Jedním z hlavních přínosů chiméry podivné je v oblasti zdravotnictví. Tato ryba může být geneticky upravena tak, aby produkovala specifické léčebné látky, jako jsou enzymy, proteiny nebo další biologicky aktivní složky. Tyto látky mohou být využity pro léčbu různých nemocí, včetně genetických poruch, autoimunitních onemocnění a onkologických onemocnění. To otevírá nové možnosti v oblasti terapeutického výzkumu a léčebných strategií, které by mohly pomoci pacientům trpícím obtížně léčitelnými chorobami.
Kromě toho má olej z chiméry podivné potenciál přinést výhody pro lidské zdraví. Tento olej může obsahovat vysoké množství omega-3 mastných kyselin, které jsou známy svými protizánětlivými a kardiovaskulárními účinky. Při správném zpracování a použití může tento olej poskytovat výživné látky pro podporu zdravého srdce a cév, snižování hladiny cholesterolu v krvi a zlepšení celkového stavu imunitního systému. Olej z chiméry podivné tak představuje další perspektivní oblast v oblasti výživového výzkumu a potenciálního zlepšení lidského zdraví.